# 판교고등학교
판교고등학교(板橋高等學校)는 대한민국 경기도 성남시 분당구 삼평동에 있는 공립 고등학교이다.

## 학교 연혁
- 2011년 1월 14일 : 삼평고등학교 8학급 설립 인가
- 2011년 3월 1일 : 초대 최낙성 교장 취임
- 2011년 3월 3일 : 제1회 입학식(7학급 219명 입학)
- 2014년 2월 6일 : 제1회 졸업식(7학급 187명 졸업)
- 2016년 3월 1일 : 판교고등학교로 교명 변경
- 2022년 9월 1일 : 제4대 성현정 교장 부임
- 2024년 1월 5일 : 제11회 졸업식(8학급 161명, 총 2,292명 졸업)
- 2024년 3월 4일 : 제14회 입학식(8학급 205명 입학)

## 참고 자료
- 판교고등학교 - 한국교육학술정보원 학교알리미